# Lehututu
Lehututu è un villaggio del Botswana situato nel distretto di Kgalagadi, sottodistretto di Kgalagadi North. Il villaggio, secondo il censimento del 2011, conta 1.956 abitanti.

## Località
Nel territorio del villaggio sono presenti le seguenti 6 località:
- Bonwapitse di 9 abitanti,
- Lesedi di 8 abitanti,
- Marota/Makubu di 4 abitanti,
- Phephane di 21 abitanti,
- Sinohydro di 24 abitanti,
- Tswelelo syndicate di 5 abitanti